# Палада (броненосен крайцер)
Палада (на руски: Паллада) e броненосен крайцер на руския императорски флот. Той е кораб от серията броненосни крайцери „Баян“, който е кръстен на крайцера „Палада“, потопен по време на Руско-японската война.

## История на службата
„Палада“ участва в състава на Балтийския флот през Първата световна война,
На 26 август 1914 г. крайцерите „Палада“ и „Богатир“ пленяват сигналната книга на германския лек крайцер „Магдебург“, който засяда на плитчина близо до остров Осмуссаар във Финския залив. Руските власти предават книгата на Британското Адмиралтейство, което има решаваща роля за разбиването на военноморския код на немската флота. Разкриването на шифъра има значително влияние, както в бойните действия по море, така и на хода на войната, като цяло.
На 11 октомври 1914 г. при връщане от дозорна служба в устието на Финския залив крайцера е торилиран от немската подводница „U-26“ под командването на капитан-лейтенант фон Боркхейм и потъва с целия си екипаж (598 души) в резултат на детонация на боеприпасите. „Палада“ става един от първите руски бойни кораби, които загиват в Първата световна война.
Потъналия крайцер е командван от капитан 1-ви ранг С. Р. Магнус, старши офицер е капитан 2-ри ранг А. М. Романов. Старши офицери на кораба са: артилерия – лейтенант Л. А. Гаврилов 2-ри, миньор – лейтенант А. А. Измайлов, щурман – лейтенант Ю. К. Биков 3-ти. Старши механик е капитан 1-ви ранг А. А. Дешевов.
Два месеца преди войната „Палада“ е командирована към бригадата подводници на Балтийския флот за отработка на торпедни стрелби. На ученията подводницата „Акула“ „потопява“ условно крайцера със залп от три торпеда. На капитана на „Палада“ Магнус това прави толкова силно впечатление, че по спомени на очевидците той „не е на себе си“ няколко дни. Освен това той самият командва преди време дивизион подводници и въпреки всичко в деня на потапяването не взема елементарни мерки за сигурност. Независимо от категоричните заповеди на командващия флота адмирал Николай Отович Есен, корабът се движил без противолодъчен зик-заг. На влизане в пристанището капитана на „Палада“ освобождава и придружаващите го два есминца.
Музейното ведомство на Финландия през 2012 г. официално съобщава за намерен недалеч от полуостров Ханко руски броненосен крайцер. Объектът е открит от група водолази още през 2000 г., но намереното 12 години е държана в тайна. Голяма статия за откритието е публикувана в ежемесечното приложение на „Хелзингин Саномат“.
Крайцерът, дълъг над 130 метра, лежи на дълбочина 60 метра в района на Ханко и е един от най-големите и интересни обекти, от гледна точка на военните археолози и любителите аквалангисти.

## Командири на кораба
- 1906 – 1908 Угрюмов. Алексей Петрович
- 1908 – 1912 Бутаков. Александр Григориевич
- 1912 – 1914 Магнус. Сергей Рейнголдович